# Laurence Feininger
Laurence Feininger (Berlin, 5 avril 1909 – Campo di Trens, 7 janvier 1976) est un musicologue américain d'origine allemande, actif en Italie.

## Biographie
Laurence Feininger est le fils du peintre Lyonel Feininger et de Julia Berg, née Lilienfeld (1880-1970), elle-même artiste. Il a deux frères, Andreas, célèbre photographe, et Theodore Lukas (dit T. Lux), peintre et photographe, ainsi que deux demi-sœurs, Eleonora (de) (dite Lore), également photographe, et Marianne, issues du premier mariage de leur père avec Clara Fürst (en) pianiste concertiste tuée à Auschwitz.  
Laurence grandit en Allemagne, dans un milieu artistique proche de l'école du Bauhaus. Il étudie la composition et l'orgue et laisse onze préludes et fugues pour orgue publiés en 1972. Il obtient son doctorat en musicologie à l'Université de Heidelberg (1935), où il étudie avec Besseler, ainsi que la philosophie avec Jaspers. Le sujet de sa thèse est sur les origines du canon. En raison du harcèlement anti-Juifs, sa famille décide de s'exiler aux États-Unis en 1937, alors que lui — baptisé en 1934 — part pour l'Italie. En 1938, il se rend à Trente pour étudier les premières sources de la musique de l'Église catholique, et plus particulièrement les codices de la région du Trentin, une source importante pour la musique sacrée européenne du XVe siècle. En 1943–1944 il est interné en tant qu'ennemi étranger et après la guerre étudie la théologie à Trente et Rome. Ordonné prêtre à Rome en 1947, il s'installe à Trente définitivement. 
Il a étudié en profondeur la musique liturgique catholique de 1200 à 1600 environ, en prenant soin de réaliser des catalogues d'œuvres et l'édition de plusieurs messes et motets des auteurs de la polyphonie de la tradition européenne et italienne, tels que Giovanni Giorgi, Pompeo Cannicciari, Francesco Antonio Bonporti, Orazio Benevoli et Giuseppe Ottavio Pitoni. À Trente, il fonde et dirige également la chorale du conseil, active pendant plus de vingt ans. Sa collection de notices et de documents, de grande importance, est offerte à la ville de Trente et conservée au château du Bon-Conseil. Il meurt dans un accident de voiture.

## Œuvres principales
- Die Frühgeschichte des Kanons bis Josquin des Prez (um 1500), Emsdetten, H. & J. Lechte, 1937
- Membra disjecta reperta, Trente, Acta societatis universalis Santae Ceciliae, 1964
- Il codice 87 del Castello del Buonconsiglio di Trento, Bologne, Forni, 1971
- Repertorium cantus plani, 3 vols., édition de Laurence Feininger, Trente, Societas universalis Sanctae Ceciliae, 1969–1975